# Himna Južne Osetije
Himna Južne Osetije (Osetski: Республикæ Хуссар Ирыстоны Паддзахадон Гимн, Respublikæ husar Irystony Paddzahadon Gimn) je himna djelomično priznate Republike Južna Osetija. Tekst je napisao Tortaz Kokaev, a skladatelj je Feliks Alborov.

## Tekst
| osetski | latinski | hrvatski |
| --- | --- | --- |
| Уарзон Ирыстон! Дæ номы кадæн Лæууæм цырагъау мах уырдыг, Ды дæ нæ уарзты æнусон авдæн, Ды – нæ цин æмæ хъыг! Фæхæрæм мах дæ зæххæй ард, Дæ ном дын исæм бæрзонд, Удуæлдай дын кæнæм лæггад, Дæуæн у нæ цард нывонд! Уæ, Стыр Хуыцау! Дæ хорзæх, Дæ арфæ – Иры Уæзæгæн Ды цардамонд ратт! Уæззау уыд дæ ивгъуыд, Иры бæстæ, Зылди дæ фæдыл сау фыдох, Фæлæ-иу уæддæр дæ фарны рæстæй Кодтой дæ зынтæ рох. Царды рухсмæ æдзух цыдтæ, Фыдбонты нæ саст дæ ныфс, Сæрбæрзонд алкæддæр уыдтæ, Æргомæй размæ цæуыс! Уæ, Стыр Хуыцау! Дæ хорзæх, Дæ арфæ – Иры Уæзæгæн Ды цардамонд ратт! (Уæ, Уастырджи! Дæ хорзæх, Дæ арфæ – Иры дзыллæйæн фæндагамонд ратт!) Фыдæлты æрдхæрæн, Иры Уæзæг! Зæрдæйы тæгтæй дæ нывæзт, Ацы дунейы нын масты уæзæй Ма у дих æмæ уæрст, Дугæй дугмæ нæрæд дæ ном, Бæрзонддæр кæнæд дæ кад, Дæ ныфсæй мах цæрæм æнгом, Дæ фæрцы рухс у нæ цард! Уæ, Стыр Хуыцау! Дæ хорзæх, Дæ арфæ – Иры Уæзæгæн Ды цардамонд ратт! (Уæ, Бæсты Фарн! Дæ хорзæх, Дæ арфæ – Нæ уарзон Ирæн Ды иу амонд ратт! Ном æмæ йын кад!) | Warzon İrıston! Dæ nomı kadæn Læwwæm sırağaw max wırdıg, Dı dæ næ warztı ænuson avdæn, Dıy – næ sin æmæ qıg! Fæxæræm max dæ zæxxæy ard, Dæ nom dın isæm bærzond, Udwælday dın kænæm læggad, Dæwæn w næ sard nıvond! Wæ, Stır Xwisaw! Dæ xorzæx, Dæ arfæ – İrı Wæzægæn Dı sardamond ratt! Wæzzau wıd dæ ivğwıd, İrı bæstæ, Zıldi dæ fædıl saw fıdox, Fælæ-iw wæddær dæ farnı ræstæy Kodtot dæ zıntæ rox. Sardı ruxsmæ ædzux sıdtæ, Fıbontı næ sast dæ nıfs, Særbærzond alkæddær wıdtæ, Ærgomæy razmæ sæwıs! Wæ, Stır Xwisaw! Dæ xorzæx, Dæ arfæ – İrı Wæzægæn Dı sardamond ratt! Wæ, Stır Xwisaw! Dæ xorzæx, Dæ arfæ – İrı Wæzægæn Dı sardamond ratt! Fıdæltı ærdxæræn, İrı Wæzæg! Zærdæyı tægtæy dæ nıvæzt, Ası duneyı nın mastı uæzæy Ma w dix æmæ wærst, Dugæy dugmæ næræd dæ nom, Bærzonddær kænæd dæ kad, Dæ nıfsæy max særæm ængom, Dæ færsı ruxs w næ sard! Wæ, Bæstıy Farn! Dæ xorzæx, Dæ arfæ – Næ warzon İræn Dı-iw amond ratt! Nom æmæ yın kad! | Voljena Osetijo! U slavu tvog imena Stojimo, kao svijeća, mi pravo, Ti si naše ljubavi vjekovna kolijevka! Ti - naša radost i tuga! Kunemo se tvojom zemljom, Da tvoje ime nosimo visoko, Požrtvovano ti služimo, Tebi je posvećen naš život! O, Veliki Bože! Tvoja blagodat, Tvoj blagoslov Domu Osetije sreće u životu daj! Teška je bila tvoja prošlost, osetijska zemljo, Pratilo te je crno zlo, Ali, sve jedno, pravdom tvog farna Zaboraviše se tvoje teškoće. Ka svjetlosti života uvijek si išla, Za teških dana Ne slama se tvoja nada, Ponosna sve vrijeme si bila, Otvoreno naprijed ideš! O, Veliki Bože! Tvoja blagodat, Tvoj blagoslov Domu Osetije sreće u životu daj! O, Sveti Juraju! Tvoja blagodat, Tvoj blagoslov - Osetijskom narodu sreće na putu daj! Otaca ponos, osetijski dome! Žilama srca si vezana, U ovom svijetu velikih teškoća Ne budi podijeljena ili rasijana, Iz godine u godinu neka grmi tvoje ime, Nek raste tvoja slava, Tvojom nadom mi živimo zajedno, Zahvaljujući tebi svijetao je naš život! O, zemljin farne! Tvoja blagodat, Tvoj blagoslov - Našoj voljenoj Osetiji sreće daj! Poštovanje i slava joj! |